# Irene Crusius

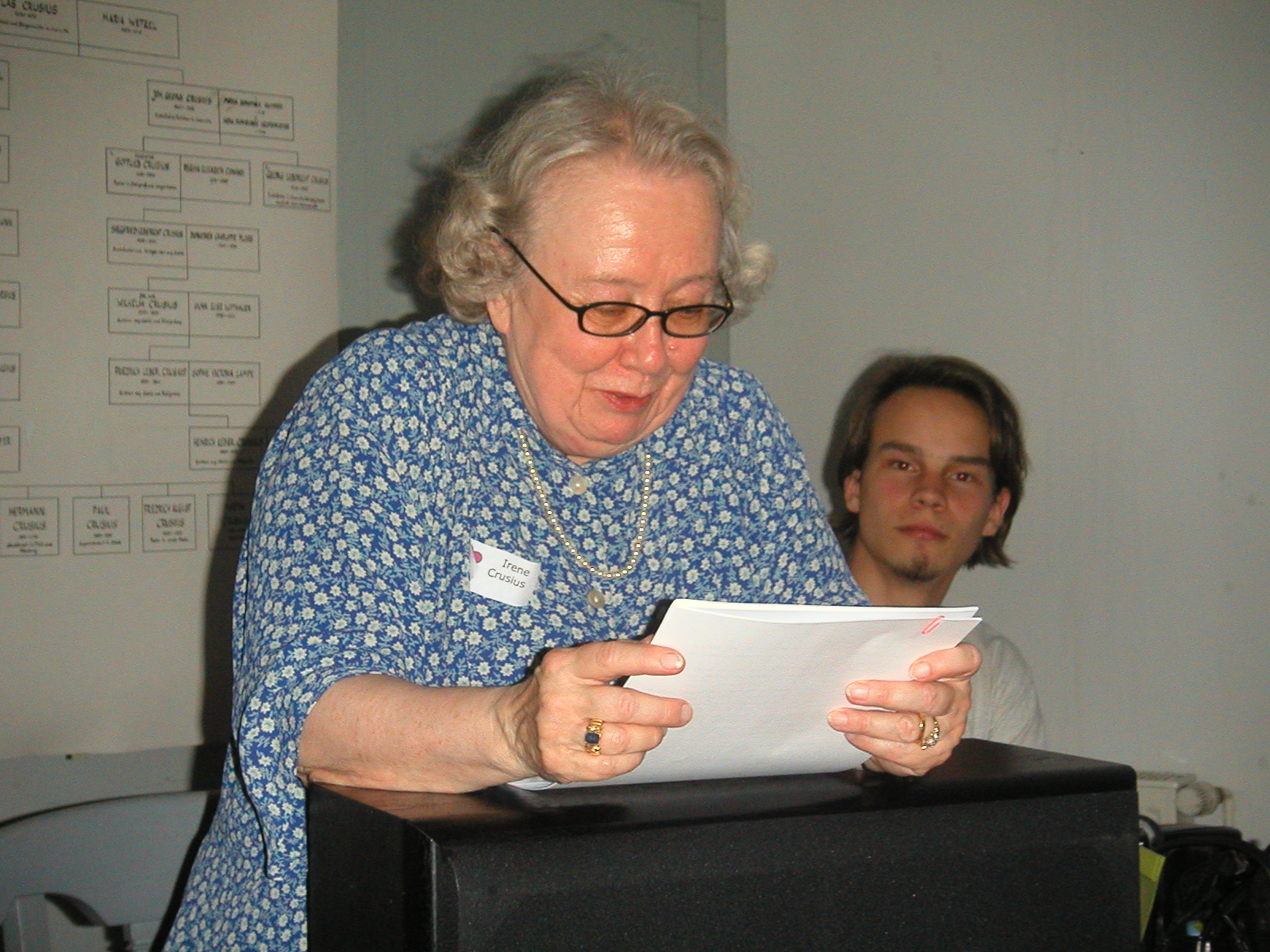
Irene Crusius 2006

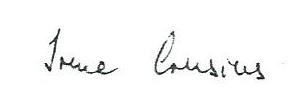
Signatur

Irene Crusius (* 21. Januar 1932 in Tilsit/Ostpreußen; † 25. Oktober 2021 in Göttingen) war eine deutsche Historikerin (Mediävistin).
Irene Crusius war die Tochter des aus einer hannoverschen Pastorenfamilie stammenden Gymnasiallehrers Hermann Crusius (1887–1970) und seiner Frau Lotte geb. Weber (1895–1987). Im ostpreußischen Tilsit besuchte sie seit 1938 die Grundschule. Ihr Vater wurde wenig später nach Hannover und dann nach Nienburg an der Weser versetzt. Ihr Abitur legte Crusius 1951 an der Oberschule für Mädchen in Nienburg an der Weser ab.
Crusius studierte Geschichte, Evangelische Theologie und Anglistik an den Universitäten Freiburg, Basel und Göttingen. Im Jahr 1962 wurde sie bei Hermann Heimpel im Fach Geschichte promoviert (Die Brüder vom gemeinsamen Leben in Deutschland: Zur rechtlichen Entwicklung religiösen Genossenschaftswesens im späten Mittelalter).
Ab Januar 1964 arbeitete Crusius am Max-Planck-Institut für Geschichte in Göttingen, zunächst als Assistentin, später als Wissenschaftliche Referentin. Von 1980 bis zu ihrer Pensionierung 1997 war sie Leiterin der Germania Sacra. Unter den schwierigen Bedingungen der deutschen Teilung vermochte sie die Zusammenarbeit mit Kollegen in der DDR aufrechtzuerhalten.
Crusius ist eine Nachfahrin von Balthasar Crusius.

## Schriften (Auswahl)
- Die Brüder vom gemeinsamen Leben in Deutschland: Zur rechtlichen Entwicklung religiösen Genossenschaftswesens im späten Mittelalter, Dissertation (maschinenschriftlich), Göttingen 1965
- Die Germania Sacra. Stand und Perspektiven eines langfristigen Forschungsprojekts. In: Deutsches Archiv für Erforschung des Mittelalters, Jg. 52 (1996), S. 629–642.

Herausgeberschaft
- Beiträge zu Geschichte und Struktur der mittelalterlichen Germania sacra, Göttingen 1989
- Studien zum weltlichen Kollegiatstift in Deutschland, Göttingen 1995
- Zur Säkularisation geistlicher Institutionen im 16. und im 18./19. Jahrhundert, Göttingen 1996
- Studien zum Kanonissenstift, Göttingen 2001
- mit Helmut Flachenecker: Studien zum Prämonstratenserorden, Göttingen 2003
- Atlas Crusius – Bürgermeister in schwerer Zeit: Die Stadt Chemnitz nach dem Dreißigjährigen Krieg, Chemnitz 2004
- Der Alltag des Krieges: der Erste Weltkrieg (1914–1918) in Briefzeugnissen der Familie Crusius aus Hannover-Linden, Historisches Museum Hannover 2014, ISBN 978-3-910073-44-9